# Ifjútörök mozgalom
Az ifjútörök mozgalom (törökül Jön Türkler) eredetileg az Oszmán Birodalom utolsó évtizedeiben működő, heterogén, nacionalista, alkotmánypárti politikai tömörülés volt, amely 1908-tól kis megszakítással 1918-ig kezében tartotta az állam irányítását. Hivatalos szervezetük az Egység és Haladás Mozgalma (İttihat ve Terakki Cemiyeti) volt, melynek egy szélsőségesen nacionalista, Talát, Enver és Dzsemal pasa által fémjelzett csoportosulása gyakorolta a tényleges hatalmat.

## Az elnevezés eredete
A mozgalom a párizsi emigráns törökök lapja, a La Jeune Turqie (Fiatal Törökország) után kapta a nevét. Tagjai magukat a francia elnevezés törökös alakjával a „jöntürkler” néven nevezték. Miután a három pasa triumvirátusa került hatalomra, csak az Egység és Haladás jobboldala használta tovább az ifjútörök elnevezést.

## A mozgalom története

### Alkotmányt követelve

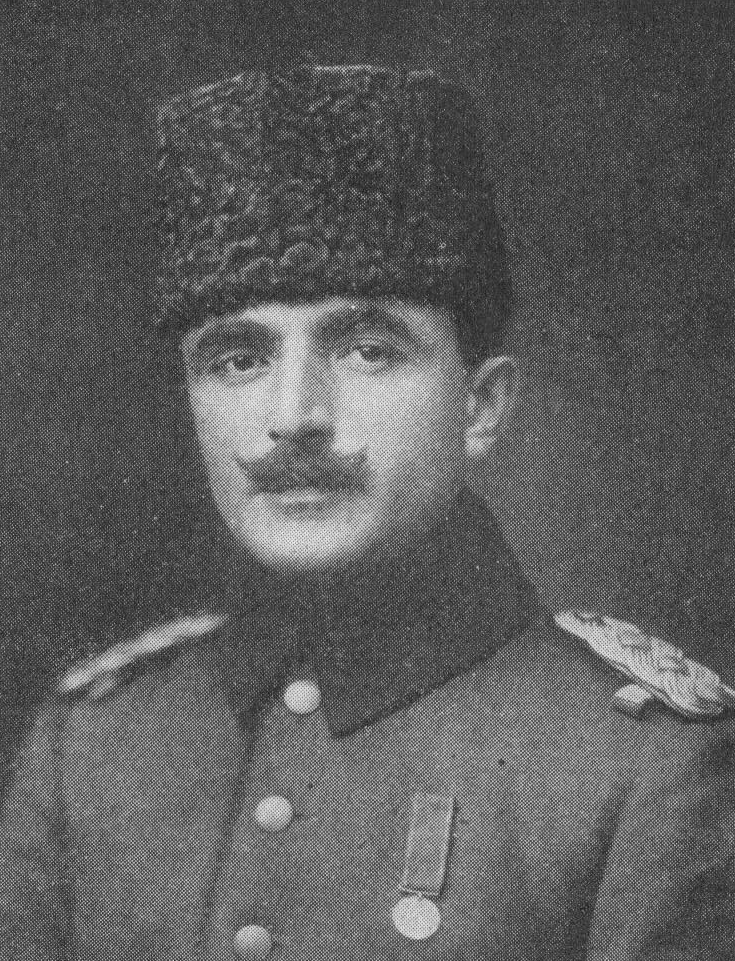
Enver pasa, az ifjútörökök egyik vezetője

Az 1876-ban trónra tett, reformernek hitt II. Abdul-Hamid oszmán szultán szultán 1878-ban az oroszoktól elszenvedett vereség hatására feloszlatta az 1877-ben összeült parlamentet, és ideiglenesen – 30 évre – felfüggesztette az alkotmányt. Ugyan abszolút úrként folytatta a 19. századi tanzimát-korszak reformintézkedéseit, jelentős ellenzéke akadt a számos nyugati emigráns,  illetve a fiatal értelmiség és tiszti réteg körében.
A mozgalom első kongresszusát Párizsban tartotta 1902-ben, már ekkor kiderült, hogy az alkotmánypártiak két nagy csoportra oszlanak. A „nacionalistákat” egy hajdani izmiri pedagógus, Ahmed Riza későbbi oktatási miniszter vezette, míg a „liberálisok” Szabáheddín herceg mögött sorakoztak fel. Ez utóbbiak hajlandóak voltak a nemzeti kisebbségek jogait garantálni, és akár a nyugati hatalmakkal is együttműködtek volna – a Ziya Gökalp irodalmár nézeteivel szimpatizáló nemzetiek ezzel szemben nem kívántak semmiféle nem-török tényezővel együttműködni. A kongresszus így nem is vezethetett tartósabb eredményre. Ennek ellenére a kedvező világpolitikai helyzet (például az 1905-ös orosz–japán háború) hatására az ifjútörökök mind több támogatóra tettek szert, elsősorban a Balkánon állomásozó haderő soraiban.

### Az ifjútörök forradalom
1906-ban így Baháeddín Sakír vezetésével megalakult az Egység és Haladás Bizottsága, amely Szaloniki két, olasz védelem alatt álló szabadkőműves páholyának fedezékében működött az iszlamizált zsidó polgári réteg, az ún. dönmék támogatásával. (Ehhez csatlakozott Musztafa Kemal – a későbbi Atatürk – Haza és Szabadság nevű szervezete is.) 1907-ben a második kongresszus kidolgozta az alkotmányos monarchia felállítását célul kitűző akciótervet.

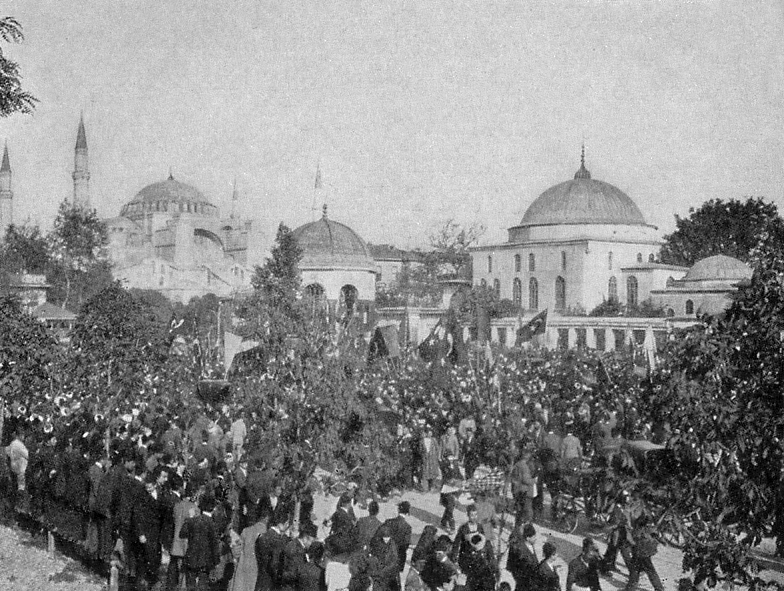
Tüntetés a szultán ellen Isztambulban 1908-ban

1908-ban VII. Eduárd és II. Miklós revali (Tallinn) találkozója volt az az esemény, ami a nyilvánosság elé lépésre késztette a mozgalmat, ugyanis az ifjútörökök nem akarták elfogadni, hogy a nagyhatalmak intézkedjenek az Oszmán Birodalom belügyeiről (ti. a két uralkodó arról állapodott meg, hogy Macedóniát nyugati adminisztrációval irányítsa egy nyugati jóváhagyással kinevezett pasa). Az alkotmányt követelő mozgalomra azonnal lecsapott a szultáni belbiztonság, azonban július 4-étől kezdve Nijazi albán tiszt vezetésével a katonaság is fellázadt. Hamarosan az egész macedóniai 3. és a trákiai 2. hadsereg, illetve a leverésükre átdobott izmiri haderő is az ifjútörökök pártján állt. A hadmozdulatok koordinációját Enver bejre bízták, aki több helyen meghirdette az alkotmányt. Július 22-én a lázadók már Isztambul megtámadásával fenyegettek. Abdül-Hamid tehetetlennek bizonyult, és az elkövetkező két napban három nagyvezírje is lemondott. Végül Hüszejin Hilmi javaslatára július 23-án hatályba léptették az alkotmányt. A választásokat nagy többséggel az Egység és Haladás nyerte: a december 17-én összeülő parlament 285 képviselőjéből 160 az ifjútörökökhöz húzott (pedig összesen 142 török képviselő kapott helyet a testületben).

### Az ellenforradalom és hatásai

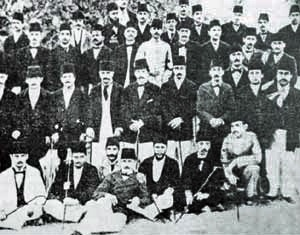
Az ifjútörökök első kongresszusa

Az ifjútörök forradalomnak azonban számos negatív következménye lett. Kréta deklarálta a teljes elszakadását, felrúgva az addig névleges függését az Oszmán Birodalomtól. Bulgária megtagadta az adófizetést, és szintén függetlenedett. A szerbektől tartó Osztrák–Magyar Monarchia a bolgárok támogatásán túl még Boszniát is annektálta, és később csak a kicsiny novipazari szandzsákot juttatta vissza török kézbe – úgy, hogy a hadserege nem vonult ki innen.
A veszteségek mellett az ifjútörök kormány szekuláris jellegű intézkedései is komoly elégedetlenséget váltottak ki, amit a még mindig népszerű, kezdettől fogva pániszlám alapon politizáló szultán – egyúttal kalifa is – igyekezett a maga javára kihasználni. A nacionalista orientációjú ifjútörököket számos értelmiségi és egyetemista is támadta. Tüntetések kezdődtek, és valóságos sajtóhadjárat indult az Egység és Haladás Bizottsága ellen. 1909-ben jelent meg a Muszlim Unió, amely a vallásos tömegeket szólította meg. Április 13-án aztán kitört az ellenforradalom a Balkánon. Ezt a Hüszejin Hösznü, majd Mahmúd Sevket vezetésével (és Musztafa Kemal vezérkari főnökletével) lojális alakulatokból létrehozott Hareket Orduszu (Akcióhadsereg) leverte, majd bevonult Isztambulba, legyőzte az itteni lázadókat, és április 27-én lemondatta a szultánt.
Az újonnan kinevezett uralkodó, a VI. Mehmed néven regnáló Resat herceg a restaurált ifjútörök hatalom bábja volt. Ekkortájt alakult ki az ifjútörök triumvirátus Talát belügy-, Enver hadügy- és Dzsemal tengerészeti miniszterré válásával. Az ellenforradalmat statárium és rögtönítélő bíróságok bevezetése követte, illetőleg számos módon korlátozták a szabadságjogokat (társulás, sztrájk, szakszervezetek és nemzetiségi szervezetek betiltása, erőszakos törökösítés a közigazgatásban, oktatásban és hadseregben). Ilyen körülmények között nem csoda, hogy folyamatos lázongás kezdődött (Albánia 1912-ben függetlenedett, és a keleti tartományokban is bizonytalanság uralkodott).

### Vereségek
Az olasz hadsereg 1911. szeptember 29-én megkezdte a névleg török függésben levő, zömmel beduinok lakta Líbia (Kirenaika és Tripolitánia tartományok) megszállását. A gyarmati uralomtól tartó nomádok segítségével az idevezényelt török csapatok sikereket arattak, ám az 1912-ben kitörő I. Balkán-háború hatására kénytelenek voltak kivonulni, hogy a nagyobb veszéllyel nézzenek szembe. Ilyen körülmények között nem meglepő módon 1911-ben az Egység és Haladás elbukott a választásokon az Egyetértés és Szabadság tömörüléssel szemben. Hiába oszlatták fel a parlamentet, és tartottak új, ún. „nagy  bunkós” választásokat, a honmentő tisztek (halászkár zábitár) mozgalmát nem tudták felszámolni. 1912 nyarán a Tevfik pasa vezette ifjútörök kormányt menesztették. A fronton közben egyedül a hathavi ostromot kiálló Edirne maradt meg az Oszmán Birodalom kezén, de a Kamil pasa vezette új kormány akár ezt is hajlandó lett volna feladni a londoni tárgyalások során. A megbuktatott ifjútörökök ezt nem tűrhették.

### Puccs és diktatúra
1913 januárjában az ifjútörökök rátörtek a kormányra, meggyilkolták Nazim pasa belügyminisztert, Kamil pasát pedig lemondásra kényszerítették. Az 1909-es ellenforradalmat leverő Sevketet tették meg nagyvezírré, és Enver haditerve alapján megpróbálták felmenteni Edirnét – sikertelenül. Március 24-én a város kapitulált, amit május 30-án a londoni fegyverszünetben a kormány kénytelen volt elfogadni. Szerencséjükre a II. Balkán-háború során július 21-én különösebb erőfeszítés nélkül módjuk adódott a bolgárok által kiürített város visszafoglalására, amit szeptember 29-én az ellenfél is elismert az isztambuli békében.
Az új ifjútörök kormány Sevket júniusi meggyilkolását követően leplezetlen katonai diktatúrát gyakorolt. Ideológiáját tekintve a török nacionalizmus erősen keveredett a pániszlám nézetekkel, ezért volt szükség a szultánra, aki kalifai hatalma révén az egész iszlám világ legfelsőbb vallási vezetője volt. A gyakorlatban tovább erősítették az amúgy is erős németországi orientációt: Krupp-fegyverekkel szerelték fel a haderőt, a Deutsche Banktól kaptak hiteleket, és Liman von Sanders vezetésével katonai missziót fogadtak.

### I. világháború – a bukás
Az első világháborúban az Oszmán Birodalom sokáig semleges maradt, bár nem fért hozzá kétség, hogy a németek oldalán áll. A triumvirátus tagjai közül egyedül Dzsemal pasa volt az angolbarátság támogatója, de kísérletei, hogy garanciákat szerezzen a britektől, kudarcot vallottak. Hivatalosan csak augusztus 2-án szövetkezett a két állam, de novemberig a török fél hivatalosan semleges maradt. Szeptembertől elrendelte a tengerszorosok bejáratának elaknásítását, októberben pedig két „megvásárolt” német cirkálóval váratlan támadást indítottak a fekete-tengeri orosz kikötők ellen. Bár a szultán hivatalosan nem tudott az eseményről, november 2-án az oroszok, november 5-én pedig a franciák és angolok küldték meg a hadüzenetet.
A háború katasztrofális kudarcokat hozott a török sereg számára. A keleti frontot átvevő Enver súlyos vereségeket szenvedett az oroszoktól, de az Egyiptom meghódításával megbízott, teljhatalmú szíriai és palesztinai parancsnok, Dzsemal sem szerepelt jobban. Bár délről mindinkább nyomultak észak felé a lázadó arabok és a britek, Enver Nagy-Turkesztán terveit dédelgette, és fivére, Nuri pasa vezetésével létrehozott egy ún. Iszlám Hadsereget, ami végcélul Taskentet jelölte ki, de Baku „felszabadítása” után Dagesztánban elakadt.
A háború végére az ifjútörökök teljesen elvesztették arányérzéküket. Miután Oroszország kilépett a háborúból, és Talát (1917. február 2. óta nagyvezír) 1918. március 3-án aláírta a breszt-litovszki békét, a Kaukázus, a Krím és más, töröklakta orosz területek megszerzését fontolgatták. A gazdaságilag és katonailag teljesen megroppant, mindinkább németekre utalt török birodalomban 1918. október 8-án az Egység és Haladás balszárnya alakított kormányt, a három pasa pedig november 2-án egy német torpedónaszádon távozott.

## Utóélet
A háború után VI. Mehmed elrendelte az ifjútörökök elfogatását és bíróság elé állítását. Talátot, Envert és Dzsemalt távollétükben halálra ítélték. (A nagyvezírt és a szíriai kormányzót később örmények gyilkolták meg, Enver Tádzsikisztánban esett el a bolsevizmus ellen harcolva.) A mozgalom maradéka Progresszív Republikánus Párt néven szerveződött újjá, de 1926-ban egy Atatürk-ellenes merényletre hivatkozva feloszlatták.
Bár az ifjútörökök eltűntek a török politika színpadáról, Atatürk végeredményben az ő nacionalista vonulatukat képviselte a továbbiakban. Ezzel magyarázható, hogy Törökországban még ma is utcákat neveznek el a pasákról, és nem hajlandóak elismerni a Talát és Enver által kezdeményezett örmény népirtást sem.